# Thomas River (Südafrika)
Thomas River, auch Old Thomas River Village oder Thomas Rivier (Afrikaans) ist eine kleine ländliche Siedlung der Gemeinde Amahlathi, Distrikt Amathole in der Provinz Ostkap in Südafrika. Die Häuser gruppieren sich um eine ehemalige Eisenbahnstation und bilden heute eine kleine Touristenattraktion.

## Geschichte und Bedeutung
Der holländische Missionar Jan Theodorus van der Kemp gründete am 31. Dezember 1800 eine Missionsstation am Keiskamma-Fluss innerhalb des Herrschaftsgebietes vom Xhosa-Häuptling Ngqika (später Gaika genannt). Mit ihm siedelten sich 58 deutsche und britische Deserteure aus den Grenzkriegen an. Bei der Jagd in den unerschlossenen Gebieten des Thomas- und Kei-Flusses beobachteten Kämpfer der San die europäischen Eindringlinge. Während einer Bachüberquerung töteten sie den englischen Missionsangehörigen Thomas Bentley mit einem Pfeil. Zur Erinnerung daran benannte van der Kemp den bislang namenlosen Flusslauf in Thomas River.
Die Häusergruppe Thomas River, etwa Ende der 1870er Jahre entstanden, war für die Siedler und Händler zu Beginn vom 19. Jahrhundert ein Punkt in der Great Northern Route vom Schiffslandepunkt Port-Rex (heute East London) in den Norden des Kaplandes. Von diesem Hafen wurden alle benötigten Waren mittels Ochsenwagen auf eine Schotterstraße in die nördlichen Regionen transportiert. Über diese Strecke gelangten viele Lieferungen nach Kimberley und Johannesburg. Zur Absicherung der Reisen waren in der Distanz von Tagesabschnitten für die Ochsenwagen, also 25 bis 30 Kilometer, Rast- und Verpflegungspunkte angelegt. Thomas River war ein solcher Ort. Die Instandhaltung der Straße erforderte etwa 30 Kilometer südlich von Thomas River von Führern der schwer beladenen Wagen an einer Brücke über den Kubusi River eine Maut. Um bei umgekehrten Leerfahrten diese Zahlung zu umgehen, wählte man von Thomas River Village aus eine weniger befestigte Route über die Amathole-Berge, unweit des Mount Thomas (1617 m).
Die Region war schon mehrere Jahrzehnte von kämpferischen Auseinandersetzungen zwischen der einheimischen Xhosa- und San-Bevölkerung mit der britischen Kolonialverwaltung gezeichnet. Sie gipfelten in einer Auseinandersetzung zwischen der einheimischen schwarzen Bevölkerung mit der Kolonialverwaltung, die im Herbst 1877 offen ausbrachen.
Die wirtschaftlichen Beziehungen mit dem Hinterland des Hafens East London entwickelten sich jedoch so erfolgreich, dass die Überlegungen zur Errichtung einer Eisenbahnstrecke in die Praxis umgesetzt wurden. Mit dem Bau der Bahnstrecke von East London nach Queenstown erhielt in den späten 1870er-Jahren Thomas River sein erstes Bahnhofsgebäude, zu dessen Schutz auch ein kleines Fort bestand.
Am Rand der Ortschaft befindet sich in flacher Hanglage ein langgestreckter Steinbruch in einem Doleritgang, der nicht nur Bausteine für Häuser und die Bahnhofswasserbehälter in Thomas River sowie einige Bahnbrücken lieferte, sondern auch Material für Bauten im fernen Queenstown bereitstellte. Zur Bearbeitung des Steins wurden im 19. Jahrhundert englische Fachkräfte angeworben.
Erst nach 1900 beruhigte sich die Lage und im Umfeld von Thomas River stabilisierten sich die Farmen, so dass die Verarbeitung von Tierprodukten zum wichtigen Wirtschaftsfaktor wurde. Die damals um East London bestehende Lederindustrie bezog auch aus dieser Region ihre Rohhäute.
Eine kleine Gemeindeschule musste 1950 schließen. Seitdem fuhren die wenigen Kinder in die weiter entfernten Städte zum Unterricht.
Die Station verlor völlig ihre Bedeutung, als 1954 die neue Straße (Nationalstraße N6) zwischen Stutterheim und Cathcart in Betrieb genommen wurde. Im Jahr 2003 begann man mit der Restaurierung in der Siedlung und mit touristischen Aktivitäten.

## Eisenbahn
Die Strecke, an der Thomas River einst lag, zählt zu den frühesten Eisenbahnanlagen in der Kapkolonie. Am 19. August 1873 eröffnete der damalige Premierminister der Kapkolonie, Sir John Charles Molteno, die Eisenbahnstrecke.
In Thomas River versorgte man die Dampflokomotiven mit dem nötigen Wasser. Dazu errichtete die Eisenbahngesellschaft Wasservorratsbehälter, und die Landesverwaltung baute unweit vom Gebäude der Esher-Farm im Oberlauf vom Big Thomas River ein Wehr, um von dort mittels eines fünf Kilometer langen Grabens über die trockene Landschaft der Eisenbahnstation ständig Wasser zuzuführen. Diese Versorgungsfunktion erhöhte die Bedeutung der Station. Das ist deshalb bemerkenswert, weil im weiten Umfeld die Karoo-Sandsteinschichten im Untergrund ein schnelles Versickern von Oberflächenwasser verursachen und ohnehin die Region wenig Niederschläge erhält. Die westlich entfernt liegenden Erhebungen der Amathole-Berge sowie des Elandsbergmassivs nehmen bereits einen großen Teil des Regens auf.
Unweit der Station querte die Eisenbahnstrecke auf einer Stahlbrücke das tief eingeschnittene Tal des gleichnamigen Flusses. Die gesamte Brückenkonstruktion lieferte mit Erbauung der Strecke per Schiff eine Firma von England. Der Transport erfolgte über den Hafen in East London und dann mittels Ochsenkarren zu der Baustelle. Nach einem späteren Lokomotivunfall auf der Brücke verfügte die Eisenbahnverwaltung die Streckenstilllegung und baute sie später im Umfeld von Thomas River ab.
Heute existiert eine moderne und elektrifizierte Eisenbahnstrecke sechs Kilometer östlich der Siedlung. Ein kleiner neuer Haltepunkt trägt auch wieder den Namen Thomas River. Aus diesem Grund sprechen die Einheimischen in Bezug auf ihre Häusergruppe von Old Thomas River Village.

## Sehenswürdigkeiten
- alte Post (seit 1877 hier Telegraphenanschluss)
- altes Bahnhofsgebäude
- drei steinerne Türme eines ehemaligen kleinen Forts mit Schießscharten und schweren Holztüren
- alte Speisehalle (heute historisches Restaurant)
- alte Schule (heute Gemeindebibliothek)
- Thomas Rivers Farmers' Hall
- altes Hotelgebäude
- altes Handelshaus (hauptsächlich Wollhandel)
- altes Stallgebäude und Militärposten (heute ein Museum für Felszeichnungen der San)
- alte Werkstatt zur Reparatur von Automobilen (Wagon Museum)

## Weblinks

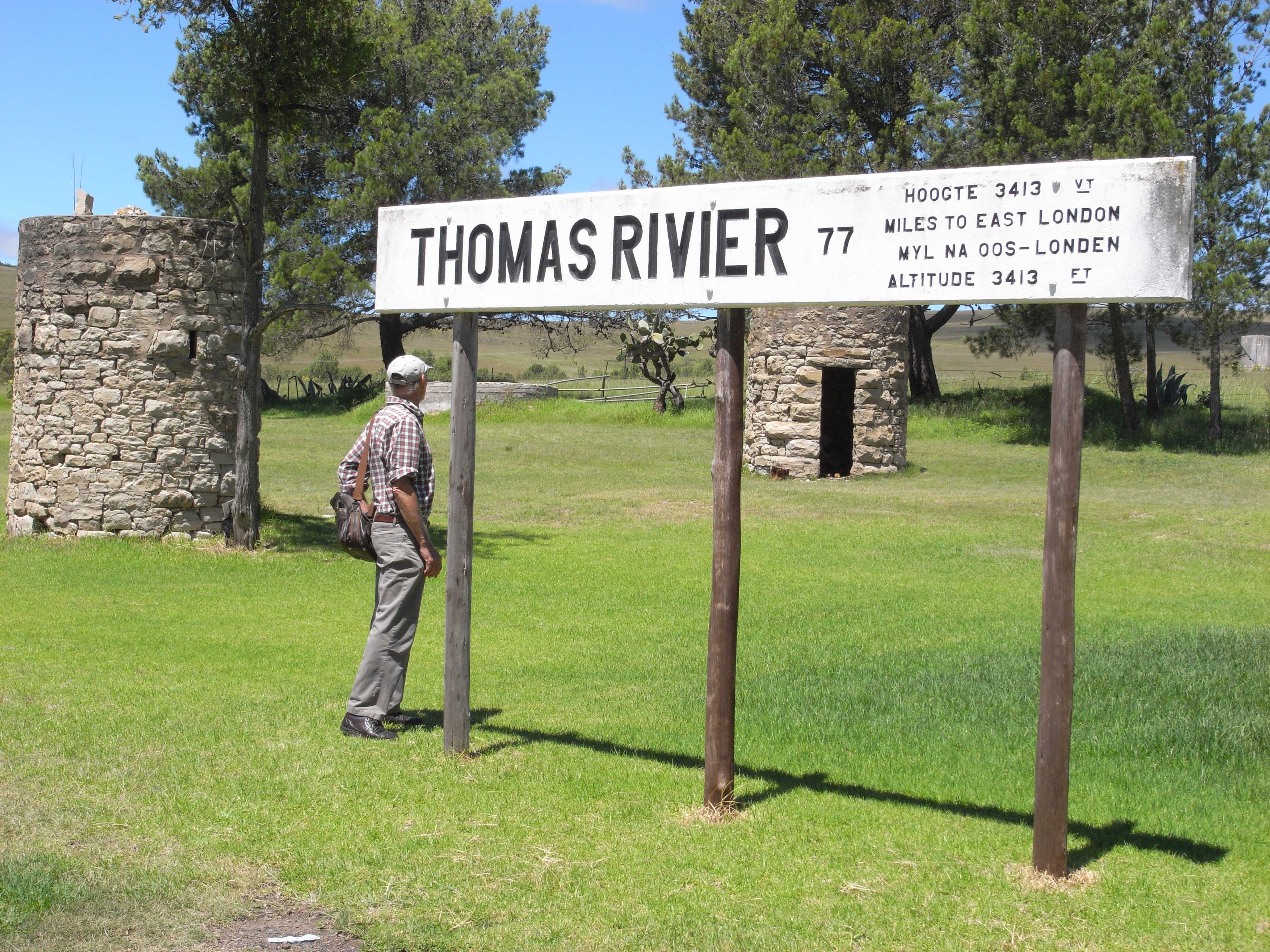
Reste des alten Forts auf dem Bahnhofsgelände
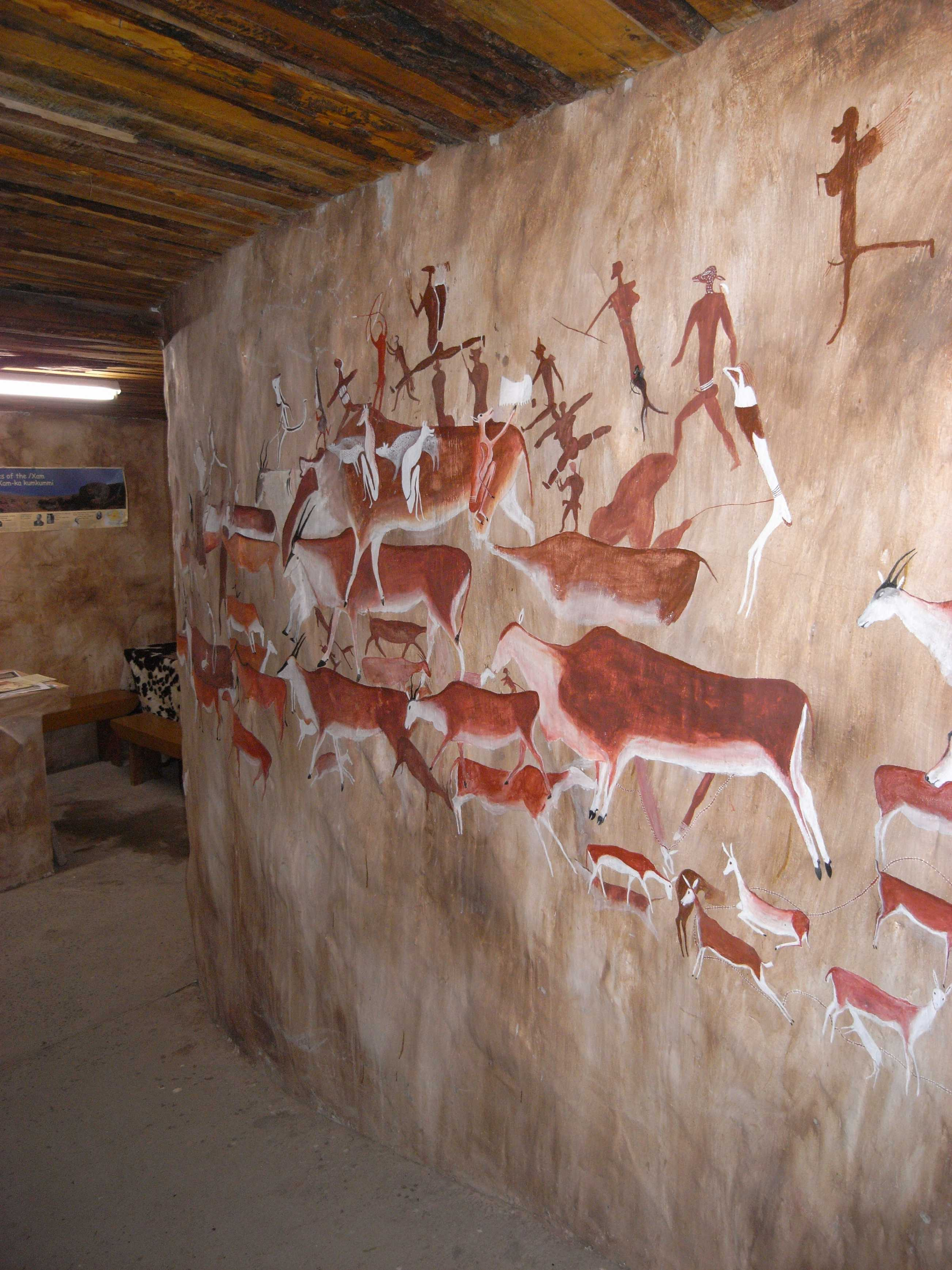
Eingang zum Museum der Felszeichnungen (Rock Art Museum)
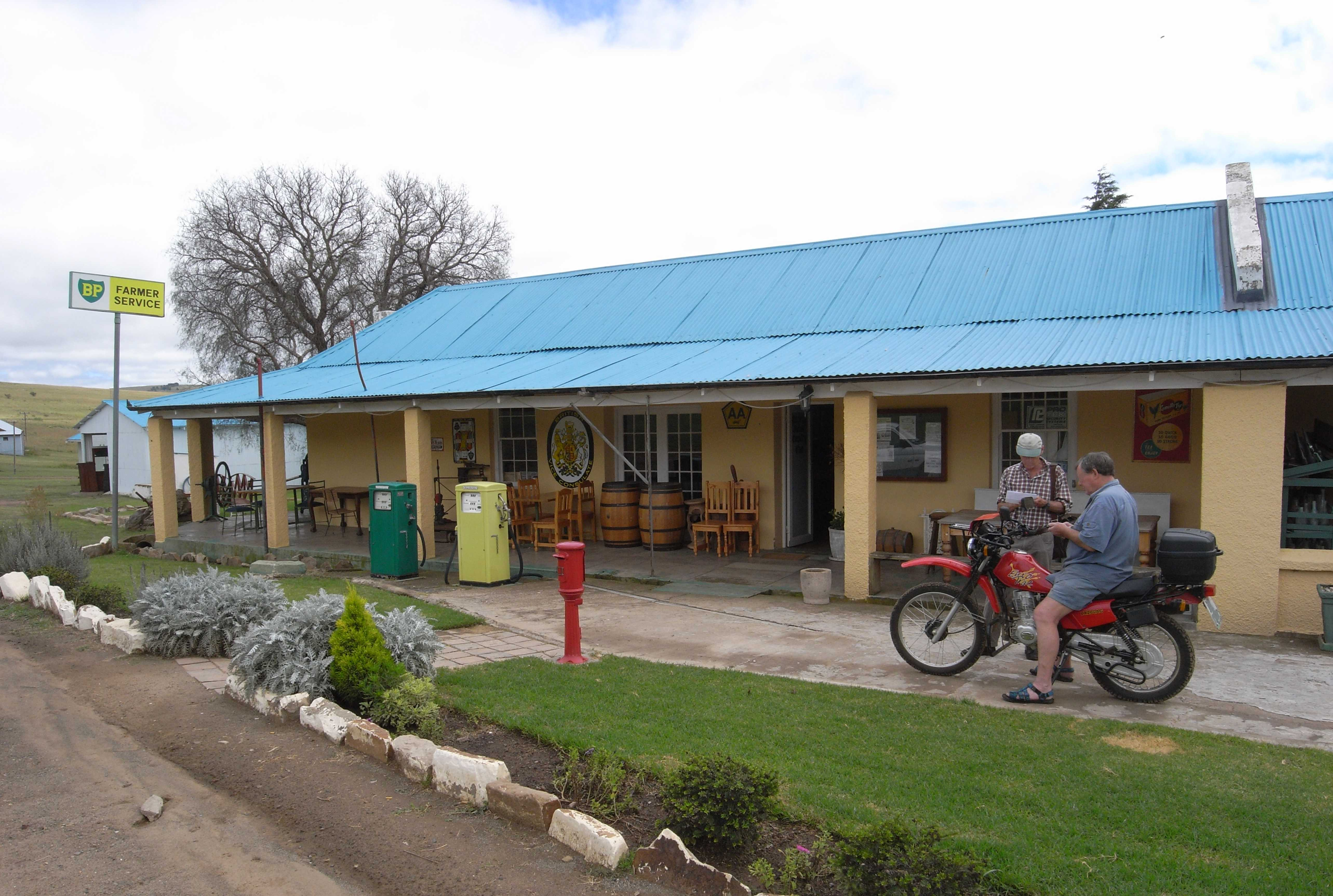
Erlebnisrestaurant in der ehemaligen Dining Hall der Station
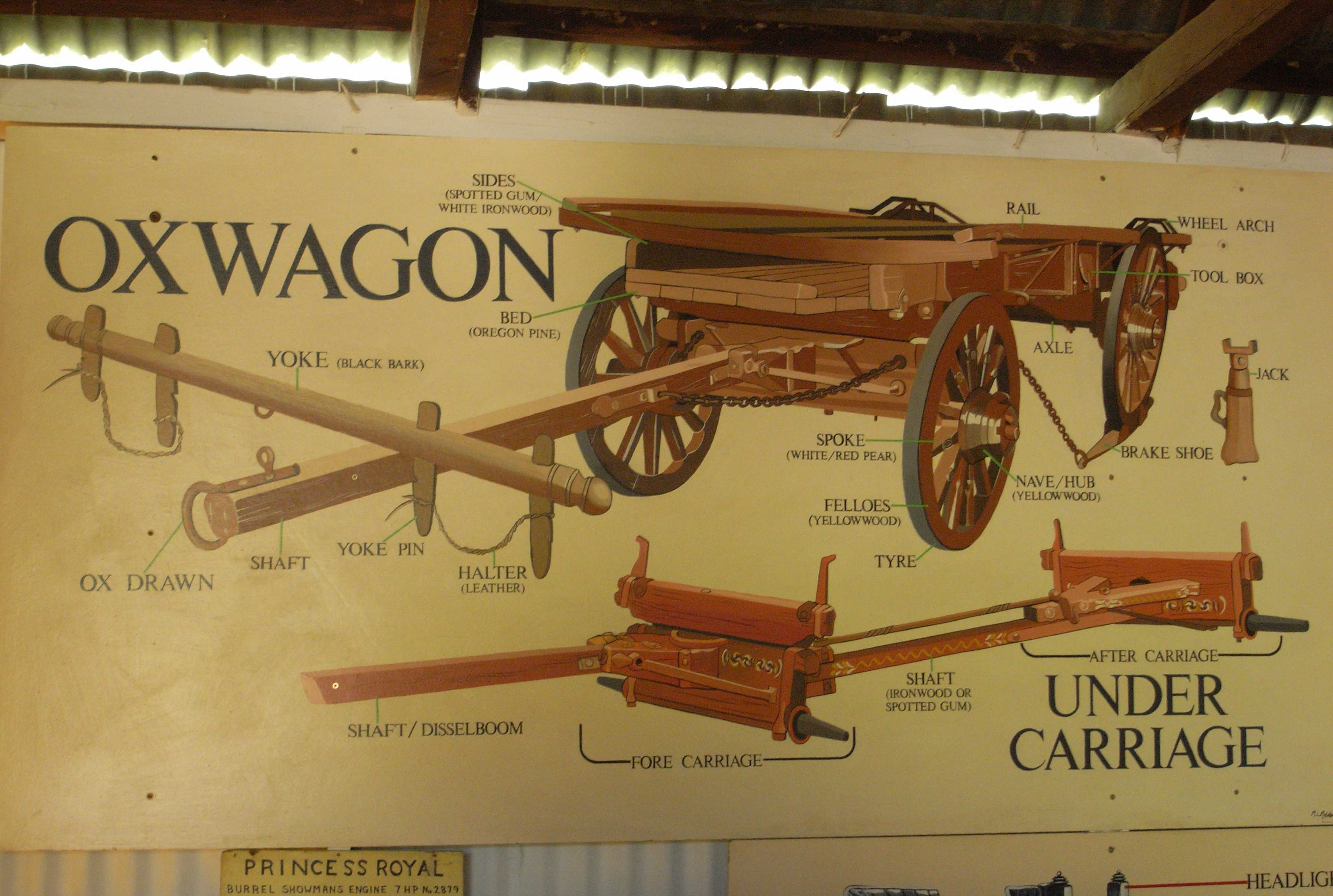
Ochsenkarren für den schweren Lastentransport im Wagon Museum